# Jan Anders Hovdan
Jan Anders Hovdan (4 giugno 1950) è un ex calciatore norvegese, di ruolo attaccante.

## Carriera

### Club
Hovdan cominciò la carriera con la maglia del Lyn Oslo. Esordì in squadra il 24 maggio 1968, schierato in campo nel successo per 3-1 sul Fredrikstad. Nello stesso anno, il Lyn Oslo centrò il double. Il 9 giugno 1969 siglò il primo gol nella massima divisione norvegese, nel 3-1 inflitto al Sarpsborg. Passò successivamente al Frigg.

### Nazionale
Conta 6 presenze per la Norvegia. Debuttò il 25 luglio 1973, nel successo per 3-0 sulla Corea del Nord.